# Simon Arkell
Simon Arkell (Simon Graham Arkell; * 1. Juli 1966 in Maidenhead, England) ist ein ehemaliger australischer Stabhochspringer.

## Karriere
Bei den Commonwealth Games 1986 in Edinburgh wurde er Siebter und beim Leichtathletik-Weltcup 1989 in Barcelona Fünfter.
1990 siegte er bei den Commonwealth Games in Auckland. Bei den Leichtathletik-Weltmeisterschaften 1991 in Tokio und bei den Olympischen Spielen 1992 in Barcelona schied er in der Qualifikation aus. Auch bei den Weltmeisterschaften 1993 in Stuttgart und 1995 in Göteborg sowie bei den Olympischen Spielen 1996 in Atlanta kam er nicht über die erste Runde hinaus.
Dreimal wurde er Australischer Meister (1989, 1991, 1992) und zweimal Englischer Meister (1988, 1993).

## Persönliche Bestleistungen
- Stabhochsprung: 5,80 m, 26. Januar 1996, Adelaide
  - Halle: 5,52 m, 8. Februar 1991, Lincoln